# 何塞·帕尔马
何塞·塞罗菲亚·帕尔马（英語：José Serofia Palma，1950年3月19日—），是菲律宾天主教主教团主席，天主教宿务总教区、天主教帕洛总教区大主教。